# Die den Tod nicht fürchten
Die den Tod nicht fürchten ist ein britisch-US-amerikanischer Kriminalfilm des Regisseurs Michael Anderson aus dem Jahre 1959 mit Gary Cooper und Charlton Heston in den Hauptrollen.

## Handlung
John Sands ist mit seinem Bergungskutter während eines Sturms auf dem Ärmelkanal unterwegs und kollidiert beinahe mit einem manövrierunfähigen Schiff. Er entert das scheinbar verlassene Schiff und trifft auf Gideon Patch, den ersten Offizier des in Hongkong registrierten Frachters „Mary Deare“.
Patch gibt an, der Kapitän und sieben Seeleute seien ums Leben gekommen. Der Rest der Besatzung sei nach einer Explosion und mehreren Bränden mit Rettungsbooten geflüchtet. Patch setzt allerdings keinen Notruf ab, sondern steuert das Schiff in die Klippen, damit es zunächst unentdeckt bleibt. Er glaubt, dass bei alledem Sabotage und Versicherungsbetrug im Spiel sind, und braucht das Schiff als Beweismittel bei der obligatorischen Verhandlung vor dem Seegerichtshof. Sands unterstützt Patch zunächst bei seinem Vorhaben.
Im Verlauf des Prozesses kommen Sands immer mehr Zweifel an Patch, denn der ehemalige Kapitän hat bereits ein Schiff verloren, wobei ein zweites Schiff ebenfalls versenkt wurde, angeblich durch Nachlässigkeit. Patch macht vor dem Gericht unzureichende Angaben und kann Higgins, den von ihm der Sabotage beschuldigten Zweiten Offizier, nicht als Rädelsführer der Sabotage überführen. Patch äußert die Vermutung, die aus Flugzeugmotoren bestehende wertvolle Fracht sei unterwegs im Hafen von Rangoon ausgetauscht worden.
Als das Schiff gefunden wird, befürchtet Patch, dass Higgins es versenken will, damit Beweise für Verbrechen vernichtet werden. Sands lässt sich zu einem gemeinsamen Tauchgang überreden. Dabei stellen beide fest, dass die Frachtkisten Steine enthalten und nicht die auf den Begleitpapieren deklarierten Flugzeugmotoren. Somit sehen sie den Beweis für Versicherungsbetrug erbracht.
Doch haben Higgins und seine Kumpane entdeckt, dass Patch und Sands mit Taucheranzügen zu dem in den Klippen festliegenden Schiff gefahren sind. Sie schleichen sich ebenfalls an Bord, was wiederum die beiden Taucher bemerken. Higgins möchte die beiden beim Auftauchen erschlagen, doch diese täuschen eine andere Position unter Wasser vor, als sie tatsächlich einnehmen. Sie ziehen Higgins ins Wasser, bei dem Kampf ertrinkt er. Danach bringen sie die Wahrheit ans Licht. Es ist davon auszugehen, dass die Verschwörer für ihre Verbrechen verhaftet und Patch und Sands für ihre Tat belohnt werden.

## Kritiken
„Ein Verbrechen auf hoher See als Ausgangspunkt für ein überdurchschnittlich spannendes Kriminaldrama, in dem ein furchtloser Handelskapitän vor dem Londoner Seeamt um seine Berufsehre kämpft.“

„Aufwendig inszeniertes Seefahrts- und Kriminalabenteuer mit passablen Spezialeffekten.“

## Hintergrund
Das Drehbuch von Eric Ambler basierte auf dem Roman The Mary Deare von Hammond Innes.
Hauptdarsteller Gary Cooper war mit seiner Baroda Productions auch als Mitproduzent tätig. Aufgrund seiner gesundheitlichen Probleme mussten die Dreharbeiten mehrmals unterbrochen werden. Trotz seines Alters und seiner geschwächten Gesundheit bestand er darauf, seine Stunts selbst auszuführen.
Die Metro-Goldwyn-Mayer brachte den in CinemaScope gedrehten Film 1960 in die bundesdeutschen Lichtspielhäuser. In dieser bis heute gebräuchlichen Synchronfassung bekam Gary Cooper die Stimme von Paul Klinger.